# Budapesti kórházak listája
Az alábbi lista a budapesti kórházakat tartalmazza. Érdekesség, hogy több közülük még a 19. század végén – 20. század elején épült, és máig használatban van.

## II. kerület
| Kép | Név                                                     | Cím                                  | Tervező, építési idő                | Megjegyzés         | Honlap |
| --- | ------------------------------------------------------- | ------------------------------------ | ----------------------------------- | ------------------ | --- |
|     | Budai Irgalmasrendi Kórház                              | 1023 Budapest, Frankel Leó út 54.    | Kiss István és Fligauf Károly, 1903 |                    | http://www.irgalmasrend.hu/site/budapest/rolunk                                                                  |
|     | Budai Gyermekkórház és Rendelőintézet                   | 1023 Budapest, Bolyai u. 5–9.        |                                     |                    | http://www.janoskorhaz.hu/budai-gyermekkorhaz.html Archiválva 2019. december 22-i dátummal a Wayback Machine-ben |
|     | Budapesti Szent Ferenc Kórház                           | 1021 Budapest, Széher út 71–73.      |                                     |                    | http://www.szentferenckorhaz.hu/                                                                                 |
|     | Országos Pszichiátriai és Neurológiai Intézet           | 1021 Budapest, Hűvösvölgyi út 116.   | Zettl Lajos, 1861–1868              | 2007-ben megszűnt. | – |
|     | Országos Reumatológiai és Fizioterápiás Intézet         | 1023 Budapest, Frankel Leó út 25–29. |                                     |                    | http://www.orfi.hu/                                                                                              |
|     | Vadaskert Gyermekpszichiátriai Kórház és Szakambulancia | 1021 Budapest, Hűvösvölgyi u. 116.   |                                     |                    | http://vadaskert.hu/                                                                                             |
|     | BM Kórház                                               | 1021 Budapest, Budakeszi út 48.      | tervező ismeretlen, 1954            | megszűnt[mikor?]   | |

## III. kerület
| Kép | Név                                        | Cím                          | Tervező, építési idő                                                        | Megjegyzés | Honlap                            |
| --- | ------------------------------------------ | ---------------------------- | --------------------------------------------------------------------------- | ---------- | --------------------------------- |
|     | Fővárosi Önkormányzat Szent Margit Kórháza | 1032 Budapest, Bécsi út 132. | Fővárosi Főmérnöki Hivatal, más források szerint Bauer Henrik építész. 1897 |            | https://www.szentmargitkorhaz.hu/ |

## IV. kerület
| Kép | Név                                                           | Cím                               | Tervező, építési idő          | Megjegyzés                         | Honlap                       |
| --- | ------------------------------------------------------------- | --------------------------------- | ----------------------------- | ---------------------------------- | ---------------------------- |
|     | Fővárosi Önkormányzat Károlyi Sándor Kórház és Rendelőintézet | 1041 Budapest, Nyár u. 103.       | Ybl Miklós, 1893-1895         |                                    | http://www.karolyikorhaz.hu/ |
|     | Árpád Közkórház                                               | 1041 Budapest, Árpád út 124–126.  | Jendrassik Alfréd, 1927-1930  | 2007-ben megszűnt.                 |                              |
|     | Újpest Városi Kórház                                          | 1047 Budapest, Baross utca 69–71. | ismeretlen tervező, 1926-1932 | A Károlyi Sándor Kórház telephelye |                              |

## VI. kerület
| Kép | Név                                                                  | Cím                                                                             | Tervező, építési idő                                    | Megjegyzés         | Honlap                      |
| --- | -------------------------------------------------------------------- | ------------------------------------------------------------------------------- | ------------------------------------------------------- | ------------------ | --------------------------- |
|     | Észak-Pesti Centrumkórház-Honvédkórház – Podmaniczky utcai telephely | 1062 Budapest, Podmaniczky u. 109–111. és az 1068 Dózsa György út 112–114. tömb | Kappéter Géza, 1927–1932, majd 1980 körül újabb részleg | Korábbi MÁV kórház | https://epc.euintezmeny.hu/ |
|     | Mentőkórház                                                          | 1067 Szobi utca 3.                                                              | Fellner Sándor, 1894                                    | Megszűnt.          | –                           |

## VII. kerület
| Kép | Név                                        | Cím                                    | Tervező, építési idő                                                                 | Megjegyzés                                                                                             | Honlap                |
| --- | ------------------------------------------ | -------------------------------------- | ------------------------------------------------------------------------------------ | --- | --------------------- |
|     | Péterfy Sándor Utcai Kórház-Rendelőintézet | 1076 Budapest, Péterfy Sándor u. 8–20. | Freund Vilmos, 1892, majd Hültl Dezső, Gerlóczy Gedeon és Körmendy Nándor, 1932-1939 | | https://peterfykh.hu/ |
|     | Szövetség utcai Kórház                     | 1074 Budapest, Szövetség u. 14.        | Korb Flóris, 1904-1905                                                               | Péterfy Kórház-Rendelőintézet Országos Traumatológiai Intézet, Szövetség utcai telephelyeként működik. |                       |
|     | BM Központi Kórház és Intézményei          | 1071 Budapest Városligeti fasor 9–13.  | Quittner Zsigmond és több más építész, 1890-es évek                                  | 2007-ben megszűnt.                                                                                     |                       |
|     | Erzsébet kórház                            | 1074 Budapest, Dohány u. 79.           | Hild József, 1845                                                                    | |                       |

## VIII. kerület
| Kép | Név | Cím                                | Tervező, építési idő                       | Megjegyzés                                  | Honlap                                 |
| --- | --- | ---------------------------------- | ------------------------------------------ | ------------------------------------------- | -------------------------------------- |
|     | Heim Pál Országos Gyermekgyógyászati Intézet                                                           | 1089 Budapest, Üllői út 86.        | Ybl Lajos, 1904–1907 (régi rész)           |                                             | https://heimpalkorhaz.hu/              |
|     | Budapesti Dr. Manninger Jenő Baleseti Központ                                                          | 1081 Budapest, Fiumei út 17.       | Gerlóczy Gedeon, 1937–1938                 | korábban a Péterfy Kórház Baleseti részlege | https://www.baleseti.hu/               |
|     | Semmelweis Egyetem Arc-Állcsont-Szájsebészeti és Fogászati Klinika                                     | 1085 Budapest, Mária u. 52.        | Kauser József, 1907-1909                   |                                             | https://semmelweis.hu/szajsebeszet/    |
|     | Semmelweis Egyetem Bőr- és Nemikórtani és Bőronkológiai Klinika                                        | 1085 Budapest, Mária u. 41.        | Kolbenheyer Ferenc, 1872-1877              |                                             | https://semmelweis.hu/borklinika/      |
|     | Semmelweis Egyetem Fül-Orr-Gégészeti és Fej-Nyaksebészeti Klinika                                      | 1083 Budapest, Szigony u. 36.      | ismeretlen építész, 1910                   |                                             | https://semmelweis.hu/fulorrgegeszet/  |
|     | Semmelweis Egyetem Belgyógyászati és Hematológiai Klinika                                              | 1088 Budapest, Szentkirályi u. 46. | Kolbenheyer Ferenc, Weber Antal, 1877-1883 |                                             | https://semmelweis.hu/belhema/         |
|     | Semmelweis Egyetem Szülészeti és Nőgyógyászati Klinika – Üllői úti részleg                             | 1082 Budapest, Üllői út 78/A       | 2010-es évek                               |                                             | http://semmelweis.hu/noiklinika/       |
|     | Semmelweis Egyetem Belgyógyászati és Onkológiai Klinika                                                | 1083 Budapest, Korányi S. u. 2/A   | Korb Flóris, Giergl Kálmán, 1908-1910      |                                             | https://semmelweis.hu/belonko/         |
|     | Semmelweis Egyetem Gyermekgyógyászati Klinika – Bókay utcai részleg                                    | 1083 Budapest, Bókay J. u. 53–54.  | Kauser József, 1883                        |                                             | https://semmelweis.hu/bokayklinika/    |
|     | Semmelweis Egyetem Intenzív Terápiás Klinika                                                           | 1082 Budapest, Üllői u. 78/b       |                                            |                                             | https://semmelweis.hu/aneszteziologia/ |
|     | Semmelweis Egyetem Ortopédiai Klinika                                                                  | 1082 Budapest, Üllői u. 78/b       |                                            |                                             | https://semmelweis.hu/ortopedklinika/  |
|     | Semmelweis Egyetem Sebészeti, Transzplantációs és Gasztroenterológiai Klinika                          | 1082 Budapest, Üllői út 78.        | Korb Flóris, Giergl Kálmán, 1909           |                                             | https://semmelweis.hu/sebeszet/        |
|     | Semmelweis Egyetem Szülészeti és Nőgyógyászati Klinika – Baross utcai részleg                          | 1088 Budapest, Baross u. 27.       | Kiss István, 1894-1898                     |                                             | https://semmelweis.hu/noiklinika/      |
|     | Semmelweis Egyetem Neurológiai Klinika                                                                 | 1083 Budapest, Balassa J. u. 6.    | Korb Flóris, Giergl Kálmán, 1908-1910      |                                             | https://semmelweis.hu/neurologia/      |
|     | Semmelweis Egyetem Pszichiátriai és Pszichoterápiás Klinika                                            | 1083 Budapest, Balassa J. u. 6.    | Korb Flóris, Giergl Kálmán, 1908-1910      |                                             | https://semmelweis.hu/pszichiatria/    |
|     | Semmelweis Egyetem Orvosi Képalkotó Klinika                                                            | 1082 Budapest, Üllői út 78./A      |                                            |                                             | https://semmelweis.hu/kepalkotas/      |
|     | Semmelweis Egyetem Pulmonológiai Klinika                                                               | 1083 Budapest Tömő utca 25–29.     |                                            |                                             | https://semmelweis.hu/pulmonologia/    |
|     | Semmelweis Egyetem Szemészeti Klinika                                                                  | 1085 Budapest, Mária u. 39.        | Korb Flóris, Giergl Kálmán, 1908           |                                             | https://semmelweis.hu/szemeszet/       |
|     | Semmelweis Egyetem Sebészeti, Transzplantációs és Gasztroenterológiai Klinika – Baross utcai telephely | 1082 Budapest, Baross u. 23.       | Kiss István, 1899-1900                     |                                             | https://semmelweis.hu/sebeszet/        |
|     | Semmelweis Egyetem Urológiai Klinika                                                                   | 1082 Budapest, Üllői út 78/b.      | Korb Flóris, Giergl Kálmán, 1910           |                                             | https://semmelweis.hu/urologia/        |
|     | Semmelweis Egyetem Szent Rókus Klinikai Tömb                                                           | 1085 Budapest, Gyulai Pál u. 2     | 1798                                       |                                             | https://semmelweis.hu/rokus/           |

## IX. kerület
| Kép | Név | Cím                             | Tervező, építési idő                                                             | Megjegyzés | Honlap                                 |
| --- | --- | ------------------------------- | -------------------------------------------------------------------------------- | ---------- | -------------------------------------- |
|     | Szent István Kórház (Fővárosi Önkormányzat Egyesített Szent István és Szent László Kórház és Rendelőintézet)                            | 1096 Budapest, Nagyvárad tér 1. | Hauszmann Alajos, 1885                                                           |            | https://www.dpckorhaz.hu/              |
|     | Szent László Kórház (Fővárosi Önkormányzat Egyesített Szent István és Szent László Kórház és Rendelőintézet)                            | 1097 Budapest, Gyáli út 5–7.    | Kauser József, 1894                                                              |            | https://www.dpckorhaz.hu/              |
|     | Merényi Gusztáv Kórház (ma Dél-pesti Centrumkórház – Országos Hematológiai és Infektológiai Intézet – Merényi Gusztáv Kórház Telephely) | 1097 Budapest, Gyáli út 17–19.  | ismeretlen építész, 1898                                                         |            |                                        |
|     | Fővárosi Önkormányzat Schöpf-Merei Ágost Kórház                                                                                         | 1092 Budapest, Bakáts tér 10.   | Tőry Emil, 1905–1906 (Knézich u. 14.)) és Márkus Géza, 1905–1906 (Bakáts tér 9.) | Megszűnt   | –                                      |
|     | Gottsegen György Országos Kardiológiai Intézet                                                                                          | 1096 Budapest, Haller u. 29.    |                                                                                  |            | http://www.kardio.hu/                  |
|     | Semmelweis Egyetem Gyermekgyógyászati Klinika Tűzoltó Utcai Részleg                                                                     | 1094 Budapest, Tűzoltó u. 7–9.  | Hauszmann Alajos, 1896-1897                                                      |            | https://semmelweis.hu/gyermekklinika2/ |

## X. kerület
| Kép | Név                                             | Cím                              | Tervező, építési idő      | Megjegyzés | Honlap                    |
| --- | ----------------------------------------------- | -------------------------------- | ------------------------- | --- | ------------------------- |
|     | Fővárosi Önkormányzat Bajcsy-Zsilinszky Kórháza | 1106 Budapest, Maglódi út 89–91. | Maróthy Kálmán, 1930-1932 | | http://bajcsy.hu/fooldal/ |
|     | Igazságügyi Megfigyelő és Elmegyógyító Intézet  | 1108 Budapest, Kozma u. 13.      |                           | A létesítmény a Budapesti Fegyház és Börtön területén működik, amely 1894 és 1896 között épült Wagner Gyula tervei alapján. | https://bv.gov.hu/hu/imei |

## XI. kerület
| Kép | Név                                                             | Cím                              | Tervező, építési idő     | Megjegyzés | Honlap                          |
| --- | --------------------------------------------------------------- | -------------------------------- | ------------------------ | ---------- | ------------------------------- |
|     | Fővárosi Önkormányzat Szent Imre Kórház                         | 1115 Budapest, Tétényi út 12–16. | ismeretlen tervező, 1950 |            | https://www.szentimrekorhaz.hu/ |
|     | Országos Haematológiai, Vértranszfuziós és Immunológiai Intézet | 1113 Budapest, Daróczi út 24.    |                          |            |                                 |

## XII. kerület
| Kép | Név                                                                                  | Cím                                | Tervező, építési idő                                                           | Megjegyzés                                | Honlap                                                             |
| --- | ------------------------------------------------------------------------------------ | ---------------------------------- | ------------------------------------------------------------------------------ | ----------------------------------------- | ------------------------------------------------------------------ |
|     | Fővárosi Önkormányzat Szent János Kórháza                                            | 1125 Budapest, Diós árok 1–3.      | Barcza Elek, Tamás József, 1898, majd Korb Flóris, 1911-1913                   |                                           | http://www.janoskorhaz.hu/                                         |
|     | Országos Korányi TBC és Pulmonológiai Intézet                                        | 1129 Budapest, Pihenő út 1.        | Morbitzer Nándor, Korb Flóris, Werwat Adolf, 1900-1911, majd Vass Zoltán, 1966 |                                           | https://web.archive.org/web/20191222140754/https://www.koranyi.hu/ |
|     | Országos Onkológiai Intézet                                                          | 1122 Budapest, Ráth György u. 7–9. | Kotsis Iván, 1921                                                              |                                           | https://onkol.hu/                                                  |
|     | Országos Gerincgyógyászati Központ                                                   | 1126 Budapest, Királyhágó u. 1.    |                                                                                |                                           | https://www.ogk.hu/                                                |
|     | Országos Orvosi Rehabilitációs Intézet                                               | 1528 Budapest, Szanatórium u. 19.  |                                                                                |                                           | https://web.archive.org/web/20191223084308/http://rehabint.hu/     |
|     | Országos Sportegészségügyi Intézet                                                   | 1123 Budapest, Alkotás u. 48.      | Hauszmann Alajos, 1884                                                         | Átköltözött a XI. Karolina út 27. sz. alá | http://www.osei.hu/                                                |
|     | Semmelweis Egyetem Városmajori Szív- és Érgyógyászati Klinika                        | 1122 Budapest, Városmajor u. 68.   | Száray István, 1912                                                            |                                           | https://semmelweis.hu/varosmajor/                                  |
|     | Svábhegyi Országos Gyermekallergológiai Pulmonológiai és Fejlődésneurológiai Intézet | 1121 Budapest, Eötvös út 2.        |                                                                                |                                           |                                                                    |
|     | Svábhegyi Állami Gyermekgyógyintézet                                                 | 1121 Budapest, Mártonhegyi u. 6.   |                                                                                |                                           |                                                                    |
|     | Svábhegyi Gyermekkórház                                                              | 1125 Budapest, Béla király út 20.  |                                                                                |                                           |                                                                    |
|     | Kútvölgyi Úti Oktatókórház                                                           | 1125 Budapest, Kútvölgyi út 4.     | Csánk Rottmann Elemér, 1941-1942                                               |                                           |                                                                    |

## XIII. kerület
| Kép | Név                                         | Cím                                      | Tervező, építési idő                  | Megjegyzés | Honlap                                                                 |
| --- | ------------------------------------------- | ---------------------------------------- | ------------------------------------- | --- | ---------------------------------------------------------------------- |
|     | Fővárosi Önkormányzat Nyírő Gyula Kórház    | 1135 Budapest, Lehel u. 59.              | Weber Antal, 1884 (régi rész)         | | http://nygy-opai.hu/                                                   |
|     | Heim Pál Kórház Madarász utcai Kirendeltség | 1131 Budapest, Madarász Viktor u. 22–24. | ismeretlen tervező, 1927-1929         | | http://heimpalkorhaz.hu/madarasz-utcai-osztalyok/                      |
|     | Országos Gyógyintézeti Központ              | 1135 Budapest, Szabolcs utca 33–35.      | Freund Vilmos, 1888-1889              | Megszűnt. | –                                                                      |
|     | Észak-Pesti Centrumkórház-Honvédkórház      | 1134 Budapest Róbert Károly körút 44.    | ismeretlen tervező, 1899 (régi rész)  | | https://epc.euintezmeny.hu/                                            |
|     | Kaszab Poliklinika                          | 1135 Budapest, Vágány utca 2.            | Román Miklós és Román Ernő, 1923-1924 | Az épületben napjainkban a Nemzeti Szakértői és Kutató Központ Országos Toxikológiai Szakértői Intézet működik. | https://nszkk.gov.hu/kozponti-intezetek/toxikologiai-szakertoi-intezet |

## XIV. kerület
| Kép | Név                                                                | Cím                               | Tervező, építési idő                      | Megjegyzés | Honlap                                                                   |
| --- | ------------------------------------------------------------------ | --------------------------------- | ----------------------------------------- | ---------- | ------------------------------------------------------------------------ |
|     | Fővárosi Önkormányzat Uzsoki utcai Kórháza                         | 1145 Budapest, Uzsoki u. 29–41.   | Kármán Géza Aladár és Ullmann Gyula, 1901 |            | https://www.uzsoki.hu/                                                   |
|     | Fővárosi Önkormányzat Uzsoki utcai Kórháza Hungária körúti részleg | 1146 Budapest, Hungária krt. 167  | Freund Vilmos, 1892                       |            |                                                                          |
|     | Magyarországi Református Egyház Bethesda Gyermekkórháza            | 1146 Budapest, Bethesda u. 3.     | ismeretlen tervező, 1866                  |            | https://www.bethesda.hu/                                                 |
|     | Mazsihisz Szeretetkórház                                           | 1145 Budapest, Amerikai út 53–55. | Lajta Béla, 1913-1925                     |            | https://web.archive.org/web/20110219020108/http://www.szeretetkorhaz.hu/ |
|     | Országos Mentális, Ideggyógyászati és Idegsebészeti Intézet        | 1145 Budapest, Amerikai út 57.    | Lajta Béla, 1910-1911                     |            | http://okiti.hu/intezetunkrol/aktualis.html                              |

## XV. kerület
| Kép | Név                | Cím                         | Tervező, építési idő    | Megjegyzés | Honlap |
| --- | ------------------ | --------------------------- | ----------------------- | ---------- | ------ |
|     | Észak-Pesti Kórház | 1158 Budapest, Őrjárat utca | Baumgarten Sándor, 1904 | Megszűnt.  | –      |

## XX. kerület
| Kép | Név                                                 | Cím                        | Tervező, építési idő | Megjegyzés | Honlap                                                                                       |
| --- | --------------------------------------------------- | -------------------------- | -------------------- | ---------- | -------------------------------------------------------------------------------------------- |
|     | Fővárosi Önkormányzat Jahn Ferenc Dél-Pesti Kórháza | 1204 Budapest, Köves út 1. | KÖZTI, 1980          |            | https://www.delpestikorhaz.hu/ Archiválva 2019. december 22-i dátummal a Wayback Machine-ben |

## XXI. kerület
| Kép | Név                                                           | Cím                        | Tervező, építési idő  | Megjegyzés                                  | Honlap |
| --- | ------------------------------------------------------------- | -------------------------- | --------------------- | ------------------------------------------- | --- |
|     | Jahn Ferenc Dél-pesti Kórház Csepeli Weiss Manfréd Telephelye | 1211 Budapest, Déli u. 11. | Diebold Hermann, 1916 | Korábbi nevén Csepeli Weiss Manfréd Kórház. | https://www.delpestikorhaz.hu/fekvobeteg-osztalyok/csepeli-telephely/kozponti-rehabilitacios-osztaly/ Archiválva 2019. december 22-i dátummal a Wayback Machine-ben |

## XXII. kerület
| Kép | Név                             | Cím                                | Tervező, építési idő | Megjegyzés | Honlap                                                                                       |
| --- | ------------------------------- | ---------------------------------- | -------------------- | ---------- | -------------------------------------------------------------------------------------------- |
|     | Segély Helyett Esély Alapítvány | 1223 Budapest, Jókai Mór u. 21–23. |                      |            | http://www.thalassahaz.hu/shea Archiválva 2019. december 22-i dátummal a Wayback Machine-ben |